# Lecanorchis amethystea
Lecanorchis amethystea är en orkidéart som beskrevs av Y.Sawa, Fukunaga och S.Sawa. Lecanorchis amethystea ingår i släktet Lecanorchis och familjen orkidéer. Inga underarter finns listade i Catalogue of Life.